# Браунінг (Вісконсин)
Браунінг (англ. Browning) — місто (англ. town) в США, в окрузі Тейлор штату Вісконсин. Населення — 910 осіб (2020).

## Демографія
Згідно з переписом 2010 року, у місті мешкало 905 осіб у 334 домогосподарствах у складі 268 родин. Було 384 помешкання
Расовий склад населення:
| - 95,4 % — білих - 0,1 % — чорних або афроамериканців - 4,0 % — осіб інших рас |

До двох чи більше рас належало 0,6 %. Частка іспаномовних становила 5,3 % від усіх жителів.
За віковим діапазоном населення розподілялося таким чином: 26,2 % — особи молодші 18 років, 60,3 % — особи у віці 18—64 років, 13,5 % — особи у віці 65 років та старші. Медіана віку мешканця становила 38,8 року. На 100 осіб жіночої статі у місті припадало 113,9 чоловіків;  на 100 жінок у віці від 18 років та старших — 108,7 чоловіків також старших 18 років.
Середній дохід на одне домашнє господарство  становив 72 299 доларів США (медіана — 58 068), а середній дохід на одну сім'ю — 77 516 доларів (медіана — 61 250). Медіана доходів становила 37 232 долари для чоловіків та 35 167 доларів для жінок. За межею бідності перебувало 8,5 % осіб, у тому числі 6,9 % дітей у віці до 18 років та 16,5 % осіб у віці 65 років та старших.
Цивільне працевлаштоване населення становило 489 осіб. Основні галузі зайнятості: виробництво — 29,0 %, освіта, охорона здоров'я та соціальна допомога — 17,4 %, сільське господарство, лісництво, риболовля — 12,7 %, будівництво — 9,0 %.